# Inishman
Inishman (iriska: Inis Meáin) är en ö i republiken Irland.   Den ligger i grevskapet County Galway och provinsen Connacht, i den västra delen av landet, 220 km väster om huvudstaden Dublin. Arean är 10,1 kvadratkilometer.
Terrängen på Inishman är platt. Öns högsta punkt är 77 meter över havet. Den sträcker sig 4,2 kilometer i nord-sydlig riktning, och 3,9 kilometer i öst-västlig riktning.